# Bradysia unguicauda
Bradysia unguicauda là một ruồi trong họ Sciaridae, thuộc chi Bradysia. Loài này được Malloch miêu tả khoa học đầu tiên năm 1923.